# Friuli Latisana rosato
Le Friuli Latisana rosato est un vin rosé italien de la région Frioul-Vénétie Julienne doté d'une appellation DOC depuis le 19 mai 1975. Seuls ont droit à la DOC les vins rouges récoltés à l'intérieur de l'aire de production définie par le décret. Les vignobles autorisés se situent en provinces de Pordenone et d'Udine dans les communes de Castions di Strada, Latisana, Lignano Sabbiadoro, Muzzana del Turgnano, Morsano al Tagliamento, Palazzolo dello Stella, Pocenia, Precenicco, Rivignano, Ronchis, Teor et Varmo.

## Caractéristiques organoleptiques
- couleur : rouge rosé
- odeur : vineux
- saveur : sec, harmonique

Le Friuli Latisana rosato se déguste à une température de 10 à 12 °C et il se boit jeune.

## Production
Province, saison, volume en hectolitres :
- Udine (1990/91) 75,25
- Udine (1991/92) 356,3
- Udine (1992/93) 380,45
- Udine (1993/94) 120,4
- Udine (1994/95) 141,05
- Udine (1995/96) 60,2
- Udine (1996/97) 117,25